# Vicente Alda y Sancho
Vicente Alda y Sancho (* 23. März 1839 in Calmarza; † 16. Februar 1901 in Saragossa) war von 1895 bis zu seinem Tod römisch-katholischer Erzbischof von Saragossa. Er gehörte darüber hinaus dem spanischen Senat an.

## Leben
Vicente Alda y Sancho empfing um 1863 die Priesterweihe und unterrichtete später am Priesterseminar des Bistums Sigüenza. 1871 wurde er Kanoniker desselben Bistums. Zehn Jahre später folgte er seinem Mentor Francisco de Paula Benavides y Navarrete nach Saragossa, als dieser dort Erzbischof wurde, und war Sekretär der erzbischöflichen Kammer.
Papst Leo XIII. ernannte ihn am 7. Juni 1886 zum Titularbischof von Derbe und bestellte ihn zum Weihbischof im Erzbistum Saragossa. Die Bischofsweihe spendete ihm am 22. August desselben Jahres Kardinal Francisco de Paula Benavides y Navarrete, Erzbischof von Saragossa. Mitkonsekratoren waren Honorio María de Onaindía y López, Bischof von Huesca, und Antonio Ochoa y Arenas, Bischof von Sigüenza. Am 1. Juni 1888 wurde Alda y Sancho Bischof von Huesca. In dieser Funktion ließ er aus persönlichen Mitteln eine neue Kapelle in seiner Heimatstadt Calmarza errichten.
Als Vertreter der Kirchenprovinz Saragossa gehörte er von 1891 bis 1894 dem spanischen Senat an. Am 2. Dezember 1895 ernannte Leo XIII. Vicente Alda y Sancho zum neuen Erzbischof von Saragossa. 1896 überlebte er eine Tuberkuloseerkrankung. Von 1898 bis 1899 war er erneut Mitglied des Senats.
Vicente Alda y Sancho starb im Februar 1901. Seine bischöfliche Mitra wird in seiner Heimatstadt Calmarza aufbewahrt.